# Рахилка Бурзевска
Рахилка Бурзевска (на македонска литературна норма: Рахилка Бурзевска) е северномакедонска и хърватска певица, мецосопран и вокална педагожка. За „Юготон“ записва албума „Най-хубавите македонски песни“, където пее народни песни от областта Македония.

## Биография
Родена е в 1947 година в Белград, тогава в Социалистическа федеративна република Югославия. Завършва Загребската музикална академия в класа на професор Мария Борчич и като една от най-добрите студентки на музикалната академия е изпратена на летен семинар във Ваймар в класа на Стела Симонети. Учи две години в Консерваторията в Букурещ в класа на световноизвестния артист Арте Флореску и е завършила четиригодишен курс на обучение по концертно пеене в Грац, Австрия в Музикалното висше училище при виенския професор и артист Ира Малануик. Бързевска изпълнява много богат репертоар от всички стилови периоди. Подчертано е със стилистична изисканост, музикалност и силен колоритен глас. Пее на много сцени в Европа, Африка и Китай, а редица северномакедонски и чуждестранни композитори ѝ посвещават своите вокални творби. Работи като професор по пеене в Китай, в Загреб (в Музикалната академия и музикалното училище „Ватрослав Лисински“, чийто клас завършва Рената Покупич) и много други. Тя е основателка и музикална директорка на известния фестивал „Рапски музикални вечери". Записва за нуждите на много местни и чуждестранни радиа и телевизии, концерти, сценична музика, анимационни и игрални филми. Тя е първият президент на Македонското културно дружество от Загреб „Кръсте Мисирков“, подновено в 1996 година.